# FairPlay
FairPlay ist eine digitale Rechteverwaltung der Aktiengesellschaft Apple für digitale Medien, das in der QuickTime-Technologie eingebunden ist. Es findet unter anderem bei Apple-Produkten wie dem iPod, dem iPhone, in iTunes und beim iTunes Store Verwendung. Früher war jede Datei, die über den iTunes Store von Apple verkauft wird, mit diesem System fest verbunden. Seit Anfang 2009 sind alle Musikstücke im iTunes Store kopierschutzfrei, was jedoch zum Kompromiss führte, dass es fünf neue Preisklassen für Lieder gibt. Bei den angebotenen Videos ist FairPlay jedoch immer noch der Normalzustand.

## Einschränkungen von FairPlay-geschützten Dateien
FairPlay schränkt die Benutzung der Dateien im Vergleich zu ungeschützten Dateien folgendermaßen ein:
- Eine mit FairPlay geschützte Mediendatei kann nur auf fünf Computern gleichzeitig wiedergegeben werden. Dazu muss jeder Computer autorisiert werden. Computer können beliebig oft (de-)autorisiert werden.
- Mediendateien können nur mit iPods und nicht mit anderen portablen Musik- oder Videospielern wiedergegeben werden.
- Mit FairPlay geschützte Mediendateien können, da es QuickTime, iTunes und somit den iTunes Store nur für Mac OS X und Microsoft Windows gibt, nicht ohne Umgehung des Systems auf anderen Betriebssystemen abgespielt werden.
- Mediendateien können mit iTunes beliebig oft auf CDs gebrannt werden. Allerdings kann dieselbe Wiedergabeliste nur siebenmal gebrannt werden. Nach einer Änderung der Wiedergabeliste, zum Beispiel bzgl. der Reihenfolge der Titel, kann diese erneut siebenmal gebrannt werden. Beim Brennen ist zwischen Audio-CD und Daten-CD zu unterscheiden:
  - Werden Audiodateien auf eine Audio-CD gebrannt, wird dabei der Kopierschutz entfernt, da die eigentlichen Daten auf der Audio-CD nicht kopiergeschützt sein können. (Kopiergeschützte Audio-CDs im Handel bedienen sich anderer Methoden, um die Benutzbarkeit einzuschränken; siehe Kopierschutz.)
  - Gekaufte Videos aus dem iTunes Store können nur als Daten-CDs gebrannt werden, wodurch der Kopierschutz erhalten bleibt.

Auf über iTunes bereits autorisierten Rechnern können geschützte Dateien von jedem Programm abgespielt werden, das sich auf QuickTime-Dateien versteht.

## Die Geschichte von FairPlay
Am 28. April 2003 wurden iTunes 4 und der iTunes Store und damit auch FairPlay veröffentlicht. Am 12. Oktober 2005 erschien QuickTime 7.0.3 und iTunes 6. Seitdem ist der Kauf von Videos im iTunes Store möglich und deren Schutz somit Bestandteil von FairPlay.
Apples CEO Steve Jobs provozierte am 6. Februar 2007 mit seinem offenen Brief Thoughts on Music, in welchem er die Unwägbarkeiten von Kopierschutzverfahren und deren gesellschaftlichen Auswüchse umriss, eine Eskalation des Streits zwischen der Computer-, der Musik- und der Filmbranche sowie Verbraucherschutzorganisationen. Jobs’ Forderung verleitete Chief Executive Edgar Bronfman der Warner Music Group sowie Mitch Bainwol, CEO der Recording Industry Association of America (RIAA) zu der Forderung, dass Apple FairPlay seinen Konkurrenten lizenzieren müsse. Eine Einigung auf einen gemeinsamen Standard unter Beteiligung der verschiedenen Interessengruppen erscheint aufgrund der widerstreitenden Interessenlagen fraglich. Dessen scheint sich auch Apple bewusst und reichte deshalb bereits am 1. Februar 2007 vorsorglich zwei weitere Patente ein, welche zum einen die sichere Konfiguration eines iPods mittels einer  digitalen Signatur umfassen und zum anderen eine Methode zur sicheren Aktualisierung der DRM-Software beschreiben. Eine wesentliche Neuerung dieser Patente von Apple ist, dass Beeinträchtigungen der DRM-Software durch automatisierte Aktualisierungen behoben werden können, ohne beim Anwender nachfragen zu müssen.

## Umgehungsversuche
Seitdem iTunes FairPlay einsetzt, gab es immer wieder Programme, um den Kopierschutz von Fairplay-geschützten Dateien zu entfernen. Diese Programme erlaubten durch Verwendung der iTunes-Programmdaten nur, FairPlay von solchen Dateien zu entfernen, die man in iTunes rechtmäßig erworben hat und für deren Abspielen der jeweilige Computer in iTunes autorisiert ist. Eines der ersten, QTFairUse, wurde 2003 von Jon Lech Johansen (bekannt als Mitautor von DeCSS) veröffentlicht.
Apple ging in solchen Fällen aus vertraglichen Verpflichtungen gegenüber den Rechteinhabern, also den Musiklabeln und der Film- und Fernsehindustrie, stets mit Abmahnungen, einstweiligen Verfügungen und anderen Rechtsmitteln gegen die jeweiligen Programmierer vor und veröffentlichte schnellstmöglich Programmupdates, um FairPlay angriffssicherer zu machen und solche Programme nicht mehr funktionieren zu lassen. Bis heute ist es ein Katz-und-Maus-Spiel zwischen Apple und den Gegnern des restriktiven DRM-Systems.
Zuletzt konnte von Nutzern von iTunes bis einschließlich Version 10.7 mit dem im Freenet vertriebenen Programm Requiem unter OS X  und Windows FairPlay unter Beibehaltung der Originalqualität von geschützten Dateien entfernt werden. Die letzte Version von Requiem (4.1) wurde Ende 2012 veröffentlicht. Das Projekt wurde mit dieser Veröffentlichung eingestellt.